# Kyle Bekker
Kyle Edward Bekker (ur. 2 września 1990 w Oakville) – piłkarz kanadyjski grający na pozycji pomocnika. Od 2019 jest zawodnikiem klubu Forge FC. Były reprezentant reprezentacji Kanady.

## Życiorys

### Kariera klubowa
Swoją karierę piłkarską Bekker rozpoczął w klubie Oakville Bluestars (2004–2005). Grał także w takich zespołach jak: Mississauga Dixie Dominators (2006–2007), Sigma FC (2007–2009) i uniwersytecka Boston College Eagles (2009–2012). 17 stycznia 2013 został zawodnikiem kanadyjskiego klubu Toronto FC, przez draft. 3 marca 2013 zadebiutował w Major League Soccer w przegranym 0:1 wyjazdowym meczu z Vancouver Whitecaps.
21 stycznia 2015 Bekker przeszedł do amerykańskiego klubu FC Dallas. 16 lipca 2015 trafił do Montreal Impact, skąd wypożyczony był do FC Montreal. Następnie był zawodnikiem klubów: San Francisco Deltas (2017, bez odstępnego) i North Carolina FC (2018, bez odstępnego).
1 grudnia 2018 podpisał kontrakt z kanadyjskim klubem Forge FC z Canadian Premier League, umowa do 30 listopada 2020; bez odstępnego. W kwietniu 2019 Bekker został pierwszym kapitanem w historii drużyny. 27 kwietnia 2019 brał udział w pierwszym meczu w historii kanadyjskiej Premier League, Forge FC u siebie zremisował 1:1 z York9 FC. W sezonie 2019 Premier League w Kanadzie Forge ukończył wyścig w sezonie wiosennym i jesiennym, kwalifikując się do finałów Ligi Mistrzów Kanady w 2019, gdzie zmierzył się z Cavalry FC na dwóch etapach, Forge wygrał oba mecze, przez co zdobył North Star Shield i został pierwszym mistrzem Kanady w Premier League. Bekker zagrał także we wszystkich czterech meczach w Lidze CONCACAF 2019, w których pokonali gwatemalski klub Antigua GFC w pierwszej rundzie, ale zostali pokonani w szesnastej rundzie przez honduraski klub CD Olimpia. 

### Kariera reprezentacyjna
W 2012 był reprezentantem Kanady w kategorii wiekowej U-23, zagrał w czterech meczach.
W seniorskiej reprezentacji Kanady Bekker zadebiutował 26 stycznia 2013 na stadionie Kino Sports Complex (Tucson, Arizona, Stany Zjednoczone) w przegranym 0:4 meczu towarzyskim z reprezentacją Danii. W tym samym roku został powołany do kadry na Złoty Puchar CONCACAF 2013.

## Statystyki

### Klubowe
Stan na 2 listopada 2019
| Sezon | Klub                 | Kraj              | Rozgrywki | Mecze | Bramki |
| ----- | -------------------- | ----------------- | --------- | ----- | ------ |
| 2013  | Toronto FC           | Kanada            | MLS       | 9     | 0      |
| 2014  | Toronto FC           | Kanada            | MLS       | 20    | 0      |
| 2015  | FC Dallas            | Stany Zjednoczone | MLS       | 8     | 0      |
| 2015  | Montreal Impact      | Kanada            | MLS       | 4     | 1      |
| 2015  | FC Montreal          | Kanada            | USL       | 1     | 0      |
| 2016  | Montreal Impact      | Kanada            | MLS       | 18    | 1      |
| 2017  | San Francisco Deltas | Stany Zjednoczone | NASL      | 30    | 3      |
| 2018  | North Carolina FC    | Stany Zjednoczone | USL       | 33    | 7      |
| 2019  | Forge FC             | Kanada            | CPL       | 28    | 4      |

## Sukcesy

### Klubowe
Toronto FC
- Zdobywca drugiego miejsca Canadian Championship: 2014

Montreal Impact
- Zdobywca drugiego miejsca Canadian Championship: 2015

San Francisco Deltas
- Zwycięzca North American Soccer League: 2017

Forge FC
- Zwycięzca Canadian Premier League: 2019